# Takagi
Takagi (喬木村 Takagi-mura?) es una villa en la prefectura de Nagano, Japón, localizada en la parte central de la isla de Honshū, en la región de Chūbu. El 1 de marzo de 2021 tenía una población estimada de 5937 habitantes y una densidad de población de 89 personas por km².

## Geografía
Takagi se encuentra en el valle de Ina, al sur de la prefectura de Nagano, en una terraza fluvial formada por el río Tenryū, que fluye a través de la villa.

## Historia
El área de la actual Takagi era parte de la antigua provincia de Shinano. La villa se estableció el 1 de abril de 1889.

## Economía
La economía de Takagi es principalmente agrícola, con fresas y konjac como cultivos notables. El pueblo era tradicionalmente conocido por su producción de paraguas japoneses.

## Demografía
Según los datos del censo japonés, la población de Takagi ha estado disminuyendo en los últimos 50 años.
| Gráfica de evolución demográfica de Takagi entre 1940 y 2015 |
|                                                              |
| Oficina de Estadísticas de Japón                             |